# Zonitis vermiculatus
Zonitis vermiculatus là một loài bọ cánh cứng trong họ Meloidae. Loài này được Schaeffer miêu tả khoa học năm 1905.